# Italian Hockey League - Division I 2024-2025
La Italian Hockey League - Division I 2024-2025 è il terzo livello del campionato italiano di hockey su ghiaccio 2024-2025.

## Squadre
Grazie all'aumento di squadre iscritte, da 8 ad 11, si è ritornati alla tradizionale suddivisione del campionato di terzo livello in due gironi geografici, Est ed Ovest. Sono state confermate tutte le squadre della stagione precedente, compreso l'Aosta che - pur promosso in IHL - ha iscritto in terza serie la propria seconda squadra. A queste otto compagini si sono aggiunte la seconda squadra del Val Pusteria, il Pinerolo (entrambe già presenti in passato) e il Plebiscito Padova Waves (alla prima esperienza).
| Girone     | Italian Hockey League 2023-2024 | Italian Hockey League 2023-2024 | Italian Hockey League 2023-2024 | Italian Hockey League 2023-2024      | Italian Hockey League 2023-2024 | Val Pusteria II Valpellice Bulldogs II Aosta II Val Venosta SG Cadore Piné Milano Devils Chiavenna Pinerolo Padova Waves Gherdëina II |
| Girone     | Squadra                         | Regione                         | Città                           | Stadio                               | Capienza                        | Val Pusteria II Valpellice Bulldogs II Aosta II Val Venosta SG Cadore Piné Milano Devils Chiavenna Pinerolo Padova Waves Gherdëina II |
| ---------- | ------------------------------- | ------------------------------- | ------------------------------- | ------------------------------------ | ------------------------------- | --- |
| Nord-Est   | Val Venosta                     | Trentino-Alto Adige             | Laces (BZ)                      | IceForum                             | 400                             | Val Pusteria II Valpellice Bulldogs II Aosta II Val Venosta SG Cadore Piné Milano Devils Chiavenna Pinerolo Padova Waves Gherdëina II |
| Nord-Est   | Val Pusteria Junior             | Trentino-Alto Adige             | Brunico (BZ)                    | Arena Brunico                        |                                 | Val Pusteria II Valpellice Bulldogs II Aosta II Val Venosta SG Cadore Piné Milano Devils Chiavenna Pinerolo Padova Waves Gherdëina II |
| Nord-Est   | Gherdëina-Div. I                | Trentino-Alto Adige             | Selva di Val Gardena (BZ)       | Pranives                             | 2.000                           | Val Pusteria II Valpellice Bulldogs II Aosta II Val Venosta SG Cadore Piné Milano Devils Chiavenna Pinerolo Padova Waves Gherdëina II |
| Nord-Est   | Piné                            | Trentino-Alto Adige             | Baselga di Pinè (TN)            | Ice Rink Piné                        | 1.880                           | Val Pusteria II Valpellice Bulldogs II Aosta II Val Venosta SG Cadore Piné Milano Devils Chiavenna Pinerolo Padova Waves Gherdëina II |
| Nord-Est   | Pieve di Cadore                 | Veneto                          | Pieve di Cadore (BL)            | Stadio del ghiaccio di Tai di Cadore |                                 | Val Pusteria II Valpellice Bulldogs II Aosta II Val Venosta SG Cadore Piné Milano Devils Chiavenna Pinerolo Padova Waves Gherdëina II |
| Nord-Est   | Padova Waves                    | Veneto                          | Padova (PD)                     | Palaghiaccio Plebiscito Padova       |                                 | Val Pusteria II Valpellice Bulldogs II Aosta II Val Venosta SG Cadore Piné Milano Devils Chiavenna Pinerolo Padova Waves Gherdëina II |
| Nord-Ovest | Valpellice Bulldogs -Div. I     | Piemonte                        | Torre Pellice (TO)              | Pala Cotta Morandini                 | 2.500                           | Val Pusteria II Valpellice Bulldogs II Aosta II Val Venosta SG Cadore Piné Milano Devils Chiavenna Pinerolo Padova Waves Gherdëina II |
| Nord-Ovest | Chiavenna                       | Lombardia                       | Chiavenna (SO)                  | Stadio del ghiaccio                  |                                 | Val Pusteria II Valpellice Bulldogs II Aosta II Val Venosta SG Cadore Piné Milano Devils Chiavenna Pinerolo Padova Waves Gherdëina II |
| Nord-Ovest | HC Milano Devils                | Lombardia                       | Sesto San Giovanni (MI)         | PalaSesto                            |                                 | Val Pusteria II Valpellice Bulldogs II Aosta II Val Venosta SG Cadore Piné Milano Devils Chiavenna Pinerolo Padova Waves Gherdëina II |
| Nord-Ovest | Aosta -Div. I                   | Valle d'Aosta                   | Aosta (AO)                      | Palaghiaccio di Aosta                | 1.139                           | Val Pusteria II Valpellice Bulldogs II Aosta II Val Venosta SG Cadore Piné Milano Devils Chiavenna Pinerolo Padova Waves Gherdëina II |
| Nord-Ovest | Storm Pinerolo                  | Piemonte                        | Pinerolo (TO)                   | Stadio olimpico del ghiaccio         |                                 | Val Pusteria II Valpellice Bulldogs II Aosta II Val Venosta SG Cadore Piné Milano Devils Chiavenna Pinerolo Padova Waves Gherdëina II |

## Formula
In ciascun girone, le squadre si incontrano in partite di andata e ritorno che determineranno il piazzamento della prima fase. Al termine di questa prima fase, le squadre classificate ai primi tre posti di ciascun girone accederanno al Master round, mentre le altre al Qualification round. Nel passaggio al Master Round, le squadre prime classificate al termine della prima fase riceveranno un bonus di 3 punti; le seconde, un bonus di 2 punti; le terze, un bonus di 1 punto. Nel passaggio al Qualification Round, le squadre quarte classificate al termine della prima fase riceveranno un bonus di 3 punti; le quinte, un bonus di 2 punti; la squadra sesta classificata nel girone Nord-Est, un bonus di 1 punto.
Avranno accesso ai play-off le sei squadre del Master Round e le prime due classificate al termine del Qualification Round.
Quarti di finale e semifinali si giocheranno con serie al meglio dei tre incontri, mentre la finale al meglio dei cinque.

## Regular season

### Prima fase

#### Girone Ovest
| Pos. | Squadra                    | Pt | G | V | VOT | POT | P | GF | GS | DR  |
| ---- | -------------------------- | -- | - | - | --- | --- | - | -- | -- | --- |
| 1.   | Chiavenna                  | 22 | 8 | 7 | 0   | 1   | 0 | 58 | 18 | +40 |
| 2.   | Aosta-Div. I               | 20 | 8 | 6 | 1   | 0   | 1 | 35 | 27 | +8  |
| 3.   | Valpellice Bulldogs-Div. I | 12 | 8 | 4 | 0   | 0   | 4 | 24 | 31 | -7  |
| 4.   | Storm Pinerolo             | 5  | 8 | 1 | 1   | 0   | 6 | 21 | 31 | -10 |
| 5.   | HC Milano Devils           | 1  | 8 | 0 | 0   | 1   | 7 | 10 | 41 | -31 |

#### Girone Est
| Pos. | Squadra             | Pt | G  | V | VOT | POT | P  | GF | GS | DR  |
| ---- | ------------------- | -- | -- | - | --- | --- | -- | -- | -- | --- |
| 1.   | Val Pusteria Junior | 27 | 10 | 9 | 0   | 0   | 1  | 58 | 18 | +40 |
| 2.   | Piné                | 21 | 10 | 6 | 1   | 1   | 2  | 48 | 27 | +21 |
| 3.   | Val Venosta         | 15 | 10 | 4 | 1   | 1   | 4  | 44 | 26 | +18 |
| 4.   | Pieve di Cadore     | 14 | 10 | 3 | 2   | 1   | 4  | 34 | 27 | +7  |
| 5.   | Gherdëina-Div. I    | 13 | 10 | 4 | 0   | 1   | 5  | 37 | 34 | +3  |
| 6.   | Padova Waves        | 0  | 10 | 0 | 0   | 0   | 10 | 4  | 93 | -89 |

Legenda:
      Ammesse al Master Round
      Ammesse al Qualification Round
In caso di parità di punti in classifica, i criteri per determinare le posizioni sono: 1) punti negli scontri diretti; 2) differenza reti negli scontri diretti; 3) differenza reti globale; 4) sorteggio.

### Seconda Fase

#### Master Round
Le squadre hanno ricevuto un bonus di punti determinato dalla posizione in classifica nei gironi della stagione regolare: 3 punti per  il Chiavenna e il Val Pusteria Junior, 2 punti per il Piné e l'Aosta Div. I e 1 punto per il Valpellice Bulldogs Div. I e il Val Venosta.
| Pos. | Squadra                    | Pt | G  | V | VOT | POT | P | GF | GS | DR  |
| ---- | -------------------------- | -- | -- | - | --- | --- | - | -- | -- | --- |
| 1.   | Val Pusteria Junior        | 28 | 10 | 8 | 0   | 1   | 1 | 51 | 28 | +23 |
| 2.   | Chiavenna                  | 24 | 10 | 5 | 3   | 0   | 2 | 67 | 31 | +36 |
| 3.   | Piné                       | 19 | 10 | 4 | 2   | 1   | 3 | 34 | 39 | -5  |
| 4.   | Val Venosta                | 17 | 10 | 5 | 0   | 1   | 4 | 40 | 26 | +14 |
| 5.   | Valpellice Bulldogs-Div. I | 7  | 10 | 2 | 0   | 0   | 8 | 21 | 60 | -39 |
| 6.   | Aosta-Div. I               | 7  | 10 | 1 | 0   | 2   | 7 | 21 | 50 | -29 |

#### Qualification Round
Le squadre hanno ricevuto un bonus di punti determinato dalla posizione in classifica nei gironi della stagione regolare: 3 punti per il Cadore e lo Storm Pinerolo, 2 punti per il Gherdëina-Div. I e i Milano Devils, 1 punto per il Padova Waves.
| Pos. | Squadra          | Pt | G | V | VOT | POT | P | GF | GS | DR  |
| ---- | ---------------- | -- | - | - | --- | --- | - | -- | -- | --- |
| 1.   | Pieve di Cadore  | 27 | 8 | 8 | 0   | 0   | 0 | 57 | 11 | +46 |
| 2.   | Gherdëina-Div. I | 20 | 8 | 6 | 0   | 0   | 2 | 44 | 19 | +25 |
| 3.   | Storm Pinerolo   | 15 | 8 | 4 | 0   | 0   | 4 | 32 | 26 | +6  |
| 4.   | Padova Waves     | 5  | 8 | 1 | 0   | 1   | 6 | 12 | 48 | -36 |
| 5.   | HC Milano Devils | 4  | 8 | 0 | 1   | 0   | 7 | 14 | 55 | -41 |

Legenda:
      Ammesse ai play-off
      Eliminate
In caso di parità di punti in classifica, i criteri per determinare le posizioni sono: 1) punti negli scontri diretti; 2) differenza reti negli scontri diretti; 3) differenza reti globale; 4) sorteggio.

## Playoff

### Tabellone
|  | Quarti di finale | Quarti di finale           | Quarti di finale           | Quarti di finale | Quarti di finale |  |  | Semifinali | Semifinali          | Semifinali          | Semifinali | Semifinali |   |   | Finale | Finale              | Finale | Finale | Finale | Finale | Finale |  |
|  |                  |                            |                            |                  |                  |  |  |            |                     |                     |            |            |   |   |        |                     |        |        |        |        |        |  |
|  | 1M               | Val Pusteria Junior        | Val Pusteria Junior        | 8                | 5                |  |  |            |                     |                     |            |            |   |   |        |                     |        |        |        |        |        |  |
|  | 2Q               | Gherdëina Div. I           | Gherdëina Div. I           | 2                | 0                |  |  | 1M         | Val Pusteria Junior | Val Pusteria Junior | 7          | 1          |   |   |        |                     |        |        |        |        |        |  |
|  | 4M               | Val Venosta                | Val Venosta                | 9                | 4                |  |  | 4M         | Val Venosta         | Val Venosta         | 3          | 0          |   |   |        |                     |        |        |        |        |        |  |
|  | 5M               | Valpellice Bulldogs Div. I | Valpellice Bulldogs Div. I | 1                | 2                |  |  |            |                     |                     |            |            |   |   | 1M     | Val Pusteria Junior | 0      | 1      | 8      | 6†     | 4      |  |
|  | 2M               | Chiavenna                  | Chiavenna                  | 6                | 9                |  |  |            |                     | 2M                  | Chiavenna  | 2          | 5 | 2 | 5      | 7                   |        |        |        |        |        |  |
|  | 1Q               | Pieve di Cadore            | Pieve di Cadore            | 1                | 3                |  |  | 2M         | Chiavenna           | 6                   | 6          | 6          |   |   |        |                     |        |        |        |        |        |  |
|  | 3M               | Piné                       | 2                          | 2                | 0                |  |  | 6M         | Aosta Div. I        | 3                   | 10         | 2          |   |   |        |                     |        |        |        |        |        |  |
|  | 6M               | Aosta Div. I               | 3                          | 1                | 3                |  |  |            |                     |                     |            |            |   |   |        |                     |        |        |        |        |        |  |

Il Chiavenna vince il campionato.